# Чемпионат мира по трековым велогонкам 1931
Чемпионат мира по трековым велогонкам 1931 года прошел с 21 по 30 августа 1931 года в Копенгагене (Дания). Соревнования проводились в двух дисциплинах — в спринте и в гонке за лидером для любителей и для профессионалов отдельно.

## Медалисты
Профессионалы
| Дисциплина       | Золото             | Серебро      | Бронза       |
| Спринт           | Вилли Фальк Хансен | Люсьен Мишар | Джеф Шеренс  |
| Гонка за лидером | Вальтер Савалль    | Эрих Меллер  | Виктор Линар |

Любители
| Дисциплина | Золото        | Серебро      | Бронза               |
| Спринт     | Хельге Хардер | Вилли Гервин | Анкер Майер Андерсен |